# Twin Sons of Different Mothers
Twin Sons of Different Mothers is het eerste complete studioalbum van de combinatie Dan Fogelberg en Tim Weisberg. Tim Weisberg van beginjaren 70 een populaire dwarsfluitist en werd door Fogelberg gevraagd mee te spelen op zijn album Nether Lands. Het album was zo populair dat Fogelberg het over een andere boeg gooide om even uit de publiciteit te geraken. Hij nam een album op puur vanwege de artisticiteit. Het publiek trok zich daar echter weinig van aan. In de Verenigde Staten werd het album opnieuw een succes. De muziek van beide heren paste bij elkaar, vandaar de titel, alhoewel de instrumentale compositie meer naar Weisberg leunen en de gezongen naar Fogelberg. Het album is opgenomen in een zestal muziekstudio’s in Californië. Het album reikt tot nummer 8 in de Amerikaanse albumlijst. De van het album afkomstige single The power of gold reikte tot nummer 24, ook in Amerika. Dit nummer werd als laatste min of meer toevallig aan het album toegevoegd.

## Musici
- Dan Fogelberg; gitaar, piano
- Tim Weisberg; dwarsfluit

met:
- Neil Larsen – keyboards (2), (5), (7)
- Willie Weeks – basgitaar (2),(5), (7)
- Bobby Hall – percussie (2),(3),(4),(7)
- Andy Newmark – slagwerk (2), (4), (5), (6), (7)
- Jim Keltner – slagwerk (3), (9)
- Don Henley – achtergrondzang (5), (10)
- John Hug – harp (6)
- Jon Ellis – hobo,Vincent de Rosa – hoorn, Earl Dumler – Engelse hoorn, David Breinenthal – fagot (9)
- Gary Coleman – percussie (9)
- Norman Putnam – basgitaar (10)
- Joe Lala – percussie (10)
- Florence Warner – achtergrondzang (10)

## Composities
Allen door Fogelberg, tenzij anders vermeld
1. Twins theme
2. InTIMidation
3. Lazy Susan
4. Guitar etude no 3
5. Tell me to my face (Graham Nash, Allan Clarke, Tony Hicks, lees The Hollies)
6. Hurtwood Alley
7. Lahaina Luna
8. Paris Nocturne
9. Since you’ve asked (Judy Collins)
10. The power of gold

## Volgend album Weisberg
- Smile! Best Of Tim Weisberg

Dreamspeaker · High Risk · Hurtwood Edge · Listen To The City · Live at Last · Naked Eyes · Night-Rider! · No Resemblance Whatsoever · Outrageous Temptations · Party Of One · Rotations · Smile! The best of Tim Weisberg · Time Traveler · Tim Weisberg · Tim Weisberg 4 · Tim Weisberg Band · Tip Of The Weisberg · Traveling Light · Twin Sons of Different Mothers · Undercover